# Перевал (фільм, 1961)
«Перева́л» — радянський художній фільм, знятий Олексієм Сахаровим в 1961 році за мотивами повісті Чингіза Айтматова «Тополя моя у червоній косинці».

## Сюжет
По горних дорогах Тянь-Шаню водить свою машину юний Даніяр. Якось, повертаючись з рейсу, він зустрічає Асель. Це знайомство стає для них початком великого кохання. Даніяр розриває свої стосунки з колишньою подругою красунею Райхан і одружується з Асель. Але одного разу давно забуті відносини з Райхан поновлюються. Асель, дізнавшись про зраду чоловіка, йде від нього. Тим часом, бажаючи збільшити кількість перевезень і скоротити час пробігу, Даніяр вирішує пройти через перевал з причепом, але там потрапляє в аварію, наслідки якої погіршує його товариш по роботі Садик. Погіршує свідомо, на ґрунті ревнощів. Даніяра знімають з траси. Незабаром колектив викриває Садика. Даніяр відновлюється на роботі. Через деякий час він дізнається, що його ідея водити машини з причепом здобула визнання. Одну з них довіряють Даніяру. У той же день йому повідомляють, що Асель народила сина. Він повертається додому…

## У ролях
- Ільгіз Шалабаєва — Асель
- Ідріс Ногайбаєв — Даніяр
- Бакен Кидикєєва — Райхан
- Асанбек Умуралієв — Садик
- Михайло Орлов — Андрій
- Канабек Байсеїтов — Байтемір

## Знімальна група
- Сценарій — Чингіз Айтматов, Олексій Сахаров
- Постановка — Олексій Сахаров
- Оператор — Леонід Калашников
- Художник —  Олексій Макаров
- Композитор —  Юрій Левітін